# Ясная Поляна (Шипуновский район)
Ясная Поляна — посёлок в Шипуновском районе Алтайского края России. Входит в состав Белоглазовского сельсовета.

## География
Посёлок находится в центральной части Алтайского края, в пределах степной зоны Предалтайской равнины, на левом берегу реки Чарыш, на расстоянии примерно 20 километров (по прямой) к юго-востоку от села Шипуново, административного центра района. Абсолютная высота — 170 метров над уровнем моря.
Климат характеризуется как континентальный. Средние показатели температуры воздуха в зимний период находятся в диапазоне между −15 и −10 °C, летом — в диапазоне между 15 и 20 °C. Количество осадков, выпадающих зимой, в среднем составляет 187 мм, летом — 273 мм.

## История
Основан в 1919 году. По данным 1926 года имелось 41 хозяйство и проживало 224 человека (в основном — русские). В административном отношении входил в состав Белоглазовского сельсовета Чарышского района Рубцовского округа Сибирского края.

## Население
| 1926 | 1997 | 1998 | 1999 | 2000 | 2001 | 2002 |
| ---- | ---- | ---- | ---- | ---- | ---- | ---- |
| 224  | ↗436 | ↘428 | ↘426 | ↘419 | ↘410 | ↗416 |
| 2003 | 2004 | 2005 | 2006 | 2007 | 2008 | 2009 |
| ↘408 | ↘403 | ↘372 | ↗386 | ↘374 | ↘364 | ↘340 |
| 2010 | 2011 | 2012 | 2013 |      |      |      |
| ↘332 | ↘331 | ↗332 | ↘326 |      |      |      |

Согласно результатам переписи 2002 года, в национальной структуре населения русские составляли 95 %.

## Улицы
Уличная сеть посёлка состоит из пяти улиц и одного переулка.